# احمد عطیف
احمد عطیف (عربی: أحمد إبراهيم عطيف؛ زادهٔ ۱۴ آوریل ۱۹۸۳) یک ورزشکار اهل عربستان سعودی است.
از باشگاه‌هایی که در آن بازی کرده‌است می‌توان به باشگاه فوتبال الشباب عربستان سعودی و تیم ملی فوتبال عربستان سعودی اشاره کرد.
وی همچنین در تیم ملی فوتبال عربستان سعودی بازی کرده‌است.